# Französische Badmintonmeisterschaft 2025
Die Französische Meisterschaft 2025 im Badminton fand vom 31. Januar bis zum 2. Februar 2025 in Chambly statt. Es war die 76. Austragung der nationalen Titelkämpfe im Badminton in Frankreich.

## Medaillengewinner
| Disziplin    | Gold                            | Silber                               | Bronze                         |
| ------------ | ------------------------------- | ------------------------------------ | ------------------------------ |
| Herreneinzel | Alex Lanier                     | Arnaud Merklé                        | Toma Junior Popov              |
| Herreneinzel | Alex Lanier                     | Arnaud Merklé                        | Christo Popov                  |
| Dameneinzel  | Qi Xuefei                       | Léonice Huet                         | Anna Tatranova                 |
| Dameneinzel  | Qi Xuefei                       | Léonice Huet                         | Malya Hoareau                  |
| Herrendoppel | Christo Popov Toma Junior Popov | Léo Rossi Eloi Adam                  | Julien Maio William Villeger   |
| Herrendoppel | Christo Popov Toma Junior Popov | Léo Rossi Eloi Adam                  | Thibault Gardon Ewan Goulin    |
| Damendoppel  | Margot Lambert Delphine Delrue  | Agathe Cuevas Kathell Desmots-Chacun | Téa Margueritte Flavie Vallet  |
| Damendoppel  | Margot Lambert Delphine Delrue  | Agathe Cuevas Kathell Desmots-Chacun | Sharone Bauer Emilie Vercelot  |
| Mixed        | Thom Gicquel Delphine Delrue    | Tom Lalot-Trescarte Elsa Jacob       | William Villeger Flavie Vallet |
| Mixed        | Thom Gicquel Delphine Delrue    | Tom Lalot-Trescarte Elsa Jacob       | Aymeric Tores Lilou Schaffner  |